# Kilo-
Kilo-, o quilo-, (símbol k) és un prefix del Sistema Internacional que indica un factor de 103, o 1000.
Com a tal, forma part de diversos mots catalans, com ara quilogram, quilolitre, quilòmetre o quilowatt.
Per exemple:
1 quilòmetre = 1 km = 1000 metres
1 quilogram = 1 kg = 1000 grams
1 quilolitre = 1 kl = 1000 litres
1 quilowatt = 1 kW = 1000 watts
Adoptat el 1795, kilo prové del grec χίλιοι (khílioi), que significa mil.
El terme quilo és molt usat com a abreviació de quilogram.
En el món tècnic, a vegades s'usa la lletra k per a indicar milers. Per exemple efecte 2k per a referir-se a l'efecte 2000.
En informàtica, kilo- no sempre significa exactament 1000, sinó que sovint equival a 1024 (2¹⁰), sobretot en el camp de l'emmagatzemament.
Per exemple, un kilobyte és 1024 bytes, i no 1000 bytes.
Una excepció destacada és el camp dels discs durs, on el valor més petit s'utilitza en especificacions tècniques i en la publicitat.
Igualment succeeix quan es parla de velocitat de transferència de dades.
Per exemple, 56 kilobits per segon és 56 000 bits per segon, i no 57 344 bits per segon.
Per tal d'evitar aquesta discordança, s'ha introduït el prefix kibi- (símbol Ki) per a "1024", però no és gaire utilitzat.
Una convenció errònia però usada sovint és utilitzar el símbol k per 1000 i K per 1024.